# Ricardo Ruiz (Sänger)
Ricardo Víctor Ruiz (* 28. Juli 1914 in Buenos Aires; † 20. April 1976 ebenda) war ein argentinischer Tangosänger.

## Leben
Ruiz debütierte als Sänger beim Rundfunk in der Sendung Chispazos de Tradición. Später trat er mit der Formation Arsenio Mármols in der Sendung Estampas porteñas auf. 1935 engagierte ihn Francisco Canaro als Sänger für sein Musical Rascacielos. Im Orchester Osvaldo Fresedos vertrat er Roberto Ray, bis er 1939 festes Mitglied der Formation wurde. Im Laufe dreier Jahre entstanden 28 Aufnahmen, darunter die Tangos Vida querida von Lalo Scalise und Juan Carlos Thorry und Rosarina linda von Osvaldo und Emilio Fresedo.
|1942 wirkte Ruiz als Mitglied des Orquesta Típica Argentina in Lopecitos Film La cabalgata del tango mit. Mitte der 1940er Jahre reiste er mit dem Orchester Gabriel Clausis und Héctor Insúa nach Chile. Nach seiner Rückkehr nach Buenos Aires schloss er sich José Basso an. Zu dessen Formation gehörten zu dieser Zeit u. a. Julio Ahumada, Eduardo Rovira, Mauricio Misé, Rafael del Bagno und als zweiter Sänger zunächst Ortega del Cerro, später Francisco Fiorentino. Im Sommer 1948 ging er wieder nach Chile und trat mit Clausi im Casino von Viña del Mar auf. Mit dem Geiger Antonio Rodio nahm er sechs Titel auf: Despacio buey, Ay Aurora, Como tú, Y la perdí, Barrio reo und Castillo azul.
Darauf entstanden wiederum mit José Basso je zwei Aufnahmen bei den Labels Victor (Sentimiento gaucho und Dos que se aman) und Odeon. Mit dem Orchester Ángel D'Agostinos nahm er 1953 den Tango Cascabelito auf. Von 1959 bis 1962 war er Sänger im Orchester Atilio Stampones. Darauf nahm er drei weitere Titel mit Clausi bei dessen Label Chopin auf. Weitere Aufnahmen entstanden in den folgenden Jahren u. a. mit den Formationen von Oscar de la Fuente, Jorge Dragone, Roberto Prando, Roberto Pansera und Argentino Galván (Vida querida).